# Antônio Dinis de Siqueira e Melo
Antônio Dinis de Siqueira e Melo (Sergipe, 1 de janeiro de 1800 - Rio de Janeiro, 4 de julho de 1884) foi um senhor de engenho e político brasileiro, tendo sido coronel da Guarda Nacional. Era senhor do Engenho Aruary, em Santo Amaro das Brotas.
Filho do coronel Leandro Ribeiro de Siqueira e Melo, senhor dos engenhos Taperaguá, Itaperoá e Santo Antônio. Era tio do senador Leandro Ribeiro de Siqueira Maciel.
Foi senador do Império do Brasil de 1859 a 1884.